# شاهد خاموش (مجموعه تلویزیونی)
شاهد خموش (به انگلیسی: Silent Witness) سریال جنایی انگلیسی است که توسط شبکه تلویزیونی بی‌بی‌سی ساخته شده‌است. این سریال از سال ۱۹۹۶ تا کنون در حال پخش می‌باشد. سریال بر روی یک تیم از پزشکی قانونی و تحقیقات آنها بر روی جنایات و پرونده‌های مختلف تمرکز دارد. تا کنون ۱۹ فصل و ۱۶۸ قسمت از این سریال تهیه شده که همچنان نیز کار تولید آن ادامه دارد.